# Moshe Wertman
Moshe Wertman (en hebreo: משה ורטמן‎, Tomaszów Lubelski, 20 de febrero de 1924  -Haifa, 2 de octubre de 2011) fue un político israelí, que fue disputado de la Knéset por parte del partido Alineamiento y del Partido Laborista entre 1966 y 1977.

## Biografía
Wertman se unió al Hashomer Hatzair en 1936, y también fue miembro del movimiento juvenil Dror y Poalei Zion. En 1939 se trasladó a Leópolis, antes de trasladarse nuevamente a Tayikistán el siguiente año, donde viviría hasta 1946, en la que volvería a Polonia.
En 1947 hizo aliá al Mandato británico de Palestina, cuando se unió a la Haganah. En abril de 1948 quedó herido en la batalla de Galilea. Ese mismo año, se unió a Mapai, y ocupó el cargo de secretario sindical en Haifa entre 1949 y 1955. Posteriormente, se convirtió en Director del departamento de sucursales, cargo que ocupó hasta 1959. Entre 1959 y 1969, se desempeñó como miembro de la secretaría del Consejo de Trabajadores. En 1964 se convirtió en secretario de la rama del distrito de Haifa de Mapai, y estuvo en la lista de Alineamiento (una alianza de Mapai y Ajdut HaAvodá - Poalei Tzion) para la elecciones generales de 1965. Aunque no pudo ganar un escaño, entró en la Knesset el 17 de enero de 1966 como reemplazo de Moshe Carmel, quien había renunciado a su escaño después de ser nombrado Ministro de Transporte. Fue reelegido en las elecciones generales de 1969 y de 1973, pero perdió su escaño en las elecciones generales de 1977. Durante su tiempo en la Knesset, desempeñó el cargo como presidente de la facción de Alineamiento y presidió la dirección de la coalición gobernante.